# Comment être un bon nageur
Pour plus de détails, voir Fiche technique et Distribution.
Comment être un bon nageur (titre original : How to Swim) est un court métrage d'animation américain réalisé par Jack Kinney et produit par les studios Disney, avec Dingo, sorti en 1942.

## Synopsis
Dingo tente d'apprendre au spectateur comment nager. Il utilise d'abord un piano qui se retrouve au milieu d'une route au trafic chargé…

## Fiche technique
- Titre original :  How to Swim
- Titre  français :  Comment être un bon nageur
- Série : Dingo / Comment... (How to...)
- Réalisation :  Jack Kinney
- Production : Walt Disney
- Société  de  production : Walt Disney Productions
- Société de distribution : RKO Radio Pictures et Buena Vista Distribution
- Format :  Couleur (Technicolor) - 35 mm - 1,37:1 - Son mono (RCA Sound System)
- Durée :  8 minutes
- Langue :  Anglais
- Pays de production:  États-Unis
- Date de sortie :
  - États-Unis : 23 octobre 1942[1]

## Voix originales
- George Johnson : Dingo
- John McLeish : le narrateur

## Voix françaises

### 1erdoublage (1989)
- Roger Carel : le narrateur

### 2edoublage (années 2010)
- Michel Paulin : le narrateur

## Commentaires
Le thème de la natation a été repris dans un autre court métrage de Dingo en 1961 : Dingo fait de la natation (Aquamania).

## Titre en  différentes langues
- Argentine : Cómo nadar
- Suède : Att simma, Jan Långben lär sig simma

Source : IMDb

## Sorties DVD
- Les Trésors de Walt  Disney : L'Intégrale de Dingo (1939-1961).

## Voir  aussi

### Liens  externes
- « Comment être un bon nageur » (présentation de l'œuvre), sur l'Internet Movie Database